# Sablia fusca
Sablia fusca là một loài bướm đêm trong họ Noctuidae.